# Frontière entre la Colombie et Haïti
La frontière entre la Colombie et Haïti est définie par le traité Liévano Aguirre - Edner Brutus (d'après les noms des deux ministres des affaires extérieures, Indalecio Liévano Aguirre pour la Colombie et Edner Brutus pour Haïti), signé à Port-au-Prince le 17 février 1978, et approuvé par le Congrès de la République de Colombie via la loi N°12.
La frontière ainsi définie relie les points 14° 44′ 10″ N, 74° 30′ 50″ O et 15° 02′ 00″ N, 73° 27′ 30″ O.